# Ульяновский государственный аграрный университет
Ульяновский государственный аграрный университет имени П. А. Столыпина (в 1943—1996 годах — Ульяновский сельскохозяйственный институт (УСХИ), в 1996—2017 годах — Ульяновская государственная сельскохозяйственная академия (УГСХА)) — высшее учебное заведение сельскохозяйственного профиля в Ульяновске. Основан в 1943 году. В посёлке Октябрьский расположен кампус Ульяновской государственной сельскохозяйственной академии (ныне УлГАУ). 

## История вуза

Административный корпус УлГАУ (п. Октябрьский).

19 января 1943 года Указом Президиума Верховного Совета СССР создается Ульяновская область. Колхозам, совхозам, машинно-тракторным станциям нужны были кадры высококвалифицированных специалистов с высшим сельскохозяйственным образованием, и 12 июля 1943 года Совет Народных Комиссаров издает распоряжение № 3325, на базе эвакуированного Воронежского зооветеринарного института, о создании в Ульяновске сельскохозяйственного института.                                                                                                                                                    
Институт начал функционировать в составе трех факультетов — агрономического, ветеринарного и зоотехнического (переименованного впоследствии в зооинженерный). Затем в нём сформировались ещё факультеты — механизации сельского хозяйства (в 1950 г.) и экономический (в 1965 г.).
В 1959 году совхоз им. Сакко и Ванцетти (ныне п. Октябрьский) передают из ведения ХОЗУ КГБ при Совете Министров СССР в ведение Ульяновского сельскохозяйственного института и хозяйство получает новое название — Учхоз УСХИ. К мясо-молочному направлению в развитии хозяйства добавляется элитно-зерновое.
В соответствии с постановлением ЦК КПСС и Совета Министров СССР № 309 от 20 апреля 1965 года, на базе учебного хозяйства УСХИ, началось строительство нового комплекса Ульяновского сельскохозяйственного института (Кампус).
В 1971 году учебно-опытное хозяйство Ульяновского сельскохозяйственного института награждёно  орденом «Знак Почёта».
В ноябре 1994 года Ульяновский сельскохозяйственный институт успешно прошел аттестационную экспертизу, решением Государственной инспекции по аттестации высших учебных заведений был аттестован, получил сертификат и лицензию на право образовательной деятельности в сфере высшего, послевузовского профессионального и дополнительного образования по соответствующим специальностям.                                                                                                                                                                                                                                               
Приказом Государственного комитета Российской Федерации от 3 января 1996 года № Ульяновский сельскохозяйственный институт переименован в Ульяновскую государственную сельскохозяйственную академию.
С 25 апреля 2017 года УГСХА приказом Министерства сельского хозяйства РФ № 197 академия переименована в «Ульяновский государственный аграрный университет имени П. А. Столыпина». По словам ректора УлГАУ Александра Дозорова, статус университета предполагает более высокий уровень требований к учебному заведению: «Это повышение качества образования, совершенствование материально-технической базы, практикоориентированность и наращивание научного потенциала».

## Деятельность университета

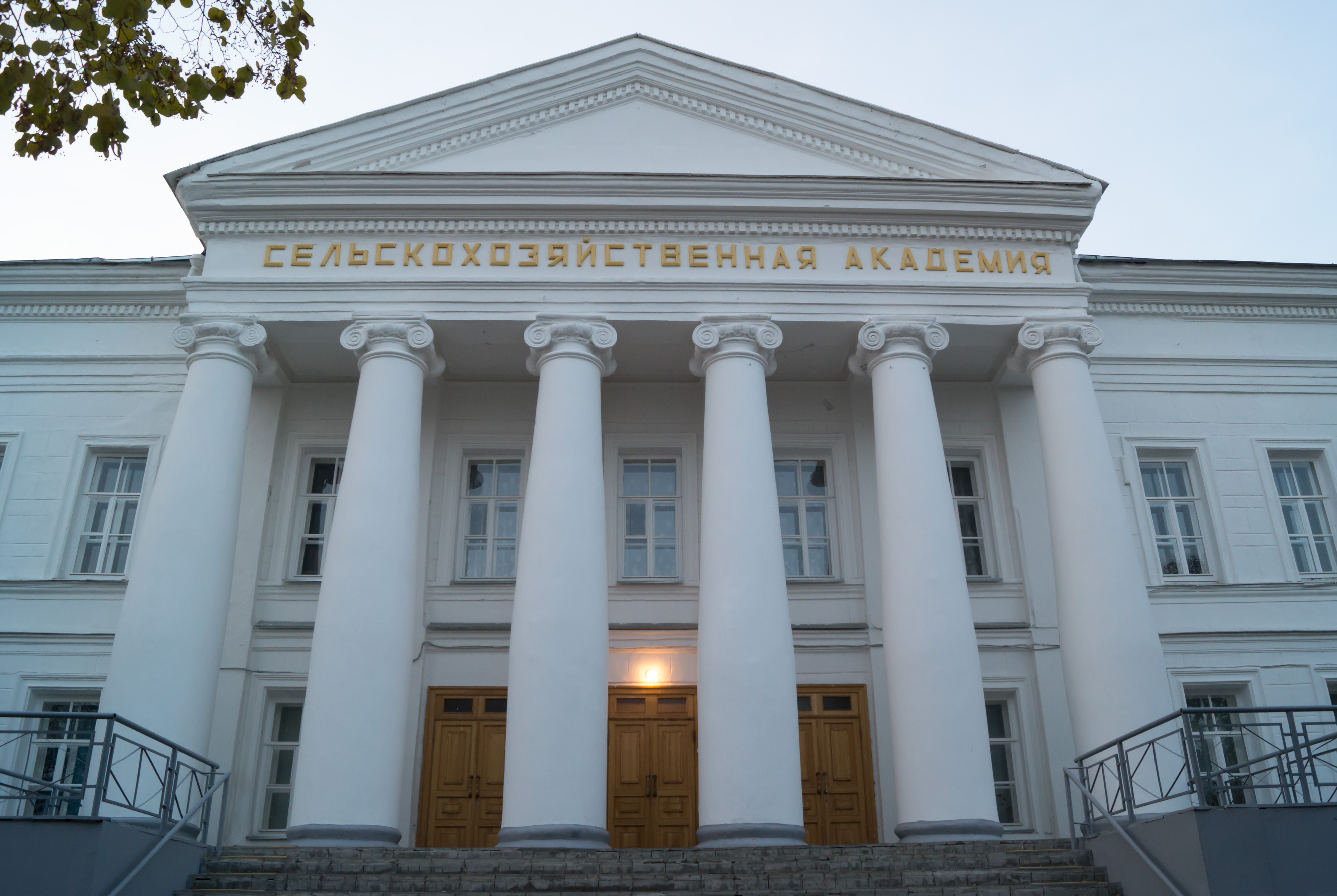
Академия

В соответствии с лицензией № 24Г-0460 от 1 апреля 1990 года академия реализует образовательные программы высшего и послевузовского профессионального образования по широкому спектру направлений подготовки и специальностей; осуществляет подготовку, переподготовку и повышение квалификации научных и научно-педагогических работников; выполняет фундаментальные и прикладные научные исследования в области аграрных и смежных с ними наук; является ведущим в регионе научным и методическим центром в аграрной и смежных с нею областях.
Учредителем Ульяновской государственной сельскохозяйственной академии является Министерство сельского хозяйства и продовольствия Российской Федерации. Академия находится в ведении Департамента кадровой политики и образования МСХиП РФ.
В настоящее время подготовка специалистов в академии ведется по восьми специальностям на дневной и заочной формах обучения: «Агрономия», «Ветеринария», «Зоотехния», «Механизация сельского хозяйства», «Сервис и техническая эксплуатация транспортных и технологических машин и оборудования в сельском хозяйстве», «Экономика и управление аграрным производством», «Бухгалтерский учёт и аудит», «Агроэкология». В учебные планы дневной формы обучения введен спецкурс «Основы фермерского дела».
Академия активно работает в направлении профориентации и довузовской подготовки сельской молодежи. В соответствии с действующим законодательством в области высшего профессионального образования, академией, совместно с Управлением образования администрации Ульяновской области, создана и активно функционирует система сельских лицеев. На сегодня в 22 лицейских классах занимается около 600 человек.
Профориентационной работой охвачены все районы Ульяновской области, что позволяет проводить эффективный конкурсный отбор для поступления в академию.
На 1 сентября 1999 года контингент студентов составил 3517 человек на стационаре, и 3115 человек на заочном отделении. Аспирантскую подготовку проходят 53 человека, 13 человек проводят научную подготовку на условиях соискательства.

## Базовые факультеты
Ульяновская государственная сельскохозяйственная академия имеет в своем составе четыре базовых факультета:
- Факультет агротехнологий, земельных ресурсов и пищевых производств
- Факультет ветеринарной медицины и биотехнологий
- Инженерный факультет
- Экономический факультет
- Колледж АТиБ

## Филиалы

### Филиал в Димитровграде
Технологический институт — филиал ФГОУ ВПО «Ульяновского ГАУ». Технологический институт был создан 4 июля 2000 года согласно приказу № 608 Министерства сельского хозяйства Российской Федерации. Учебный процесс в институте соответствует закону РФ «О высшем и послевузовском профессиональном образовании». Обучение в ВУЗе осуществляется на основании действия лицензии (серия А № 165806 рег. № 6692 от 29 марта 2006 года), выданной Федеральной службой по надзору в сфере образования и науки.

### Специальности
- Бухгалтерский учёт, анализ и аудит
- Экономика и управление на предприятии
- Товароведение и экспертиза товаров
- Автомобили и автомобильное хозяйство
- Технология молока и молочных продуктов
- Технология производства и переработки сельскохозяйственной продукции
- Ветеринарно-санитарная экспертиза
- Ветеринария
- Биология
- Микробиология
- Технология продукции и организация общественного питания

Обучение проводится по очной, очно-заочной и заочной формам.

## Ректорат
- Кузин Леонид Дмитриевич — первый директор УСХИ (1943 — 1946);
- Власов Павел Георгиевич — директор УСХИ (с 1946)[6].
- Красота Владимир Филиппович — директор УСХИ (1953— 1963).
- Белов Виктор Алексеевич — ректор УСХИ (1969—1980), Почётный гражданин Ульяновской области[7].
- Кузьмин Александр Васильевич — ректор УСХИ (1980—1989)[8].
- Кондратьев Михаил Емельянович — ректор УСХИ (1989—1995)[8].
- Зотов, Борис Иванович — преподаватель, ректор УГСХА (1995—2001).
- Дриз Юлий Борисович (1940—2014) — ректор УГСХА (2001—2004)[9].
- Александр Владимирович Дозо́ров (1965 — 2019) — ректор УГСАУ (2004—2019).
- Исайчев Виталий Александрович  — ректор УГСАУ (с 16 мая 2019 г. — и. о.[10], с 7 февраля 2020 г. — ректор)[11].

## Известные преподаватели
- Преподаватели Ульяновского аграрного университета
- Берлянд Сигизмунд Соломонович — советский учёный-агроном, селекционер. Доктор биологических наук, профессор. Заслуженный деятель науки
- Курдюмов Владимир Иванович — заведующий кафедры "Агротехнологии, машины и безопасность жизнедеятельности", кандидат технических наук (1989 г.), доктор технических наук (2002 г.), профессор (2005 г.), заслуженный изобретатель Российской Федерации (2005 г.), заслуженный деятель науки и техники Ульяновской области (2017 г.), почетный работник сферы образования Российской Федерации (2018 г.).

## Известные выпускники
- Выпускники Ульяновской государственной сельскохозяйственной академии
- Вражнов, Александр Васильевич (род. 1939) — учёный в области почвозащитного земледелия и приёмов адаптивной интенсификации систем земледелия Южного Урала. Заслуженный агроном РФ, член-корреспондент РАСХН. Директор Челябинского НИИ сельского хозяйства.
- Бородин, Павел Павлович (род. 1946) — российский государственный деятель, государственный секретарь Союзного государства (2000—2011). Управляющий делами Президента Российской Федерации в 1993—2000.
- Учайкин, Василий Семёнович — председатель Совета Министров Мордовской АССР (1978 — 1991).
- Горячев, Юрий Фролович — губернатор Ульяновской области.
- Шилимов, Владимир Михайлович — генерал-майор, председатель КГБ по Ульяновской области (1990—12.1991)[12].
- Зотов, Борис Иванович — председатель Законодательное собрание Ульяновской области (2001 — 2013), ректор УГСА (1995—2001).
- Немцев, Николай Сергеевич — российский учёный в области почвозащитного земледелия, академик РАСХН (2003).
- Костин, Михаил Николаевич — советский зоотехник, директор совхоза, Герой Социалистического Труда.
- Мурачуев, Халид Рашидович — российский военнослужащий, Герой России[13]
- Вавилин, Дмитрий Александрович — российский государственный деятель. Мэр города Ульяновска с 21 июня 2021 года.
- Гибатдинов, Айрат Минерасихович — российский политик, член Совета Федерации (с 2021).

## Университет в филателии
- В 1990 году Министерство связи СССР выпустило ХМК — «Ульяновск. Сельскохозяйственный институт»[14].
- ХМК РФ, 2004. Ульяновск. Сельхозакадемия.

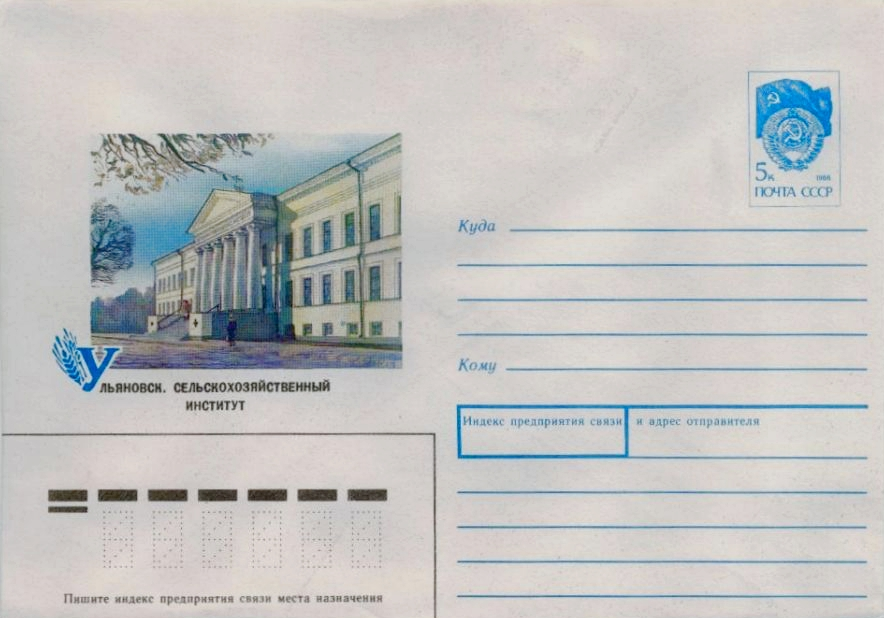
ХМК СССР, 1990. Ульяновск. Сельскохозяйственный институт.
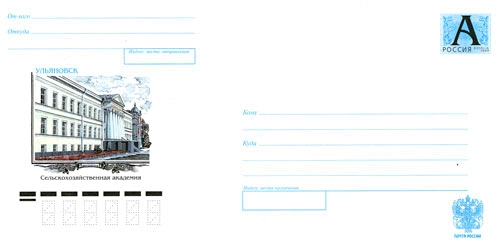
ХМК РФ, 2004. Ульяновск. Сельхозакадемия.

## Галерея

Сквер Победы (п. Октябрьский).
Стела Победы (п. Октябрьский).
Стела "Капсула Времени" (п. Октябрьский).
Стела "Я люблю УГСХА" (п. Октябрьский).
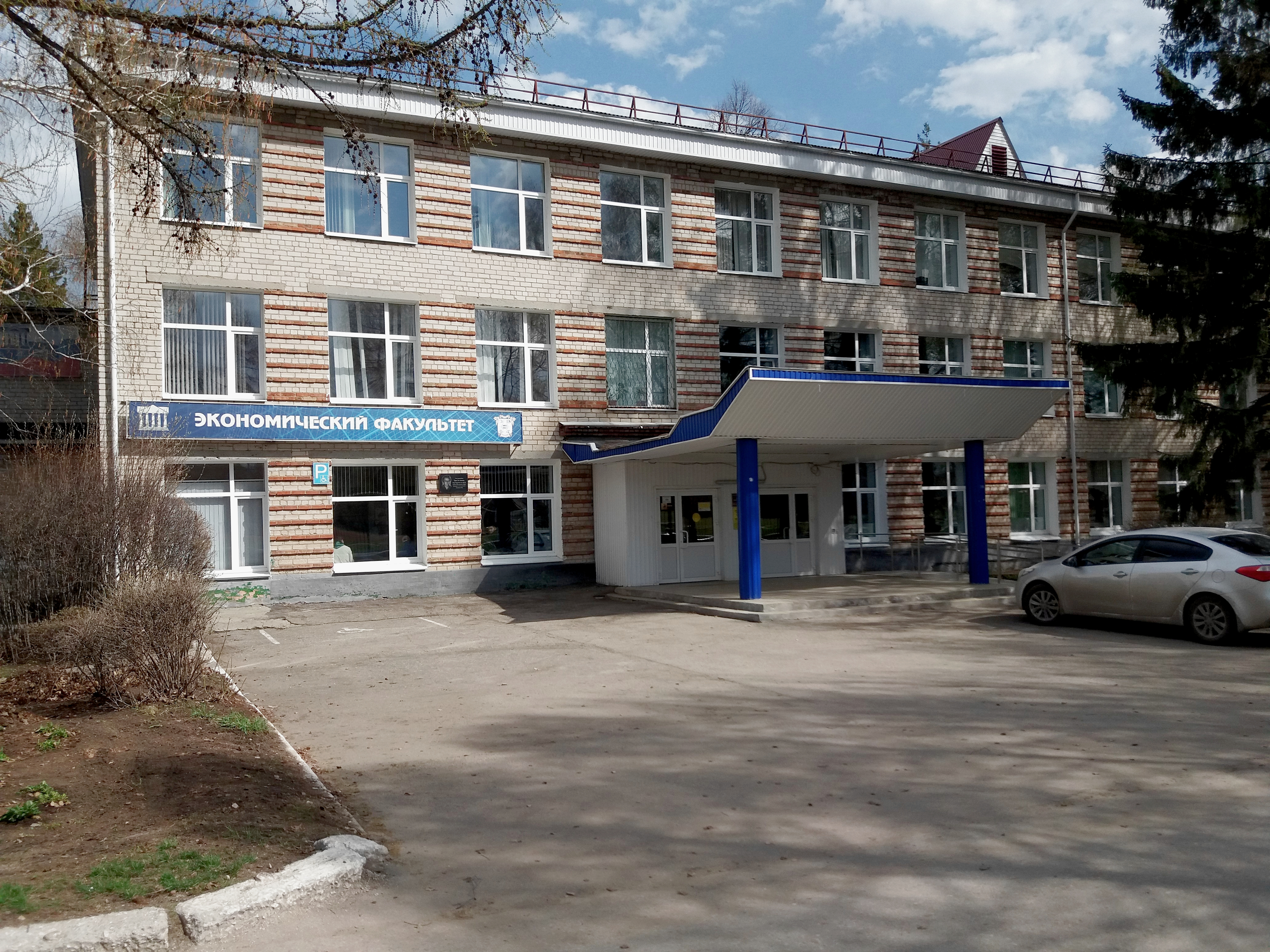
Здание экономического факультета УлГАУ.
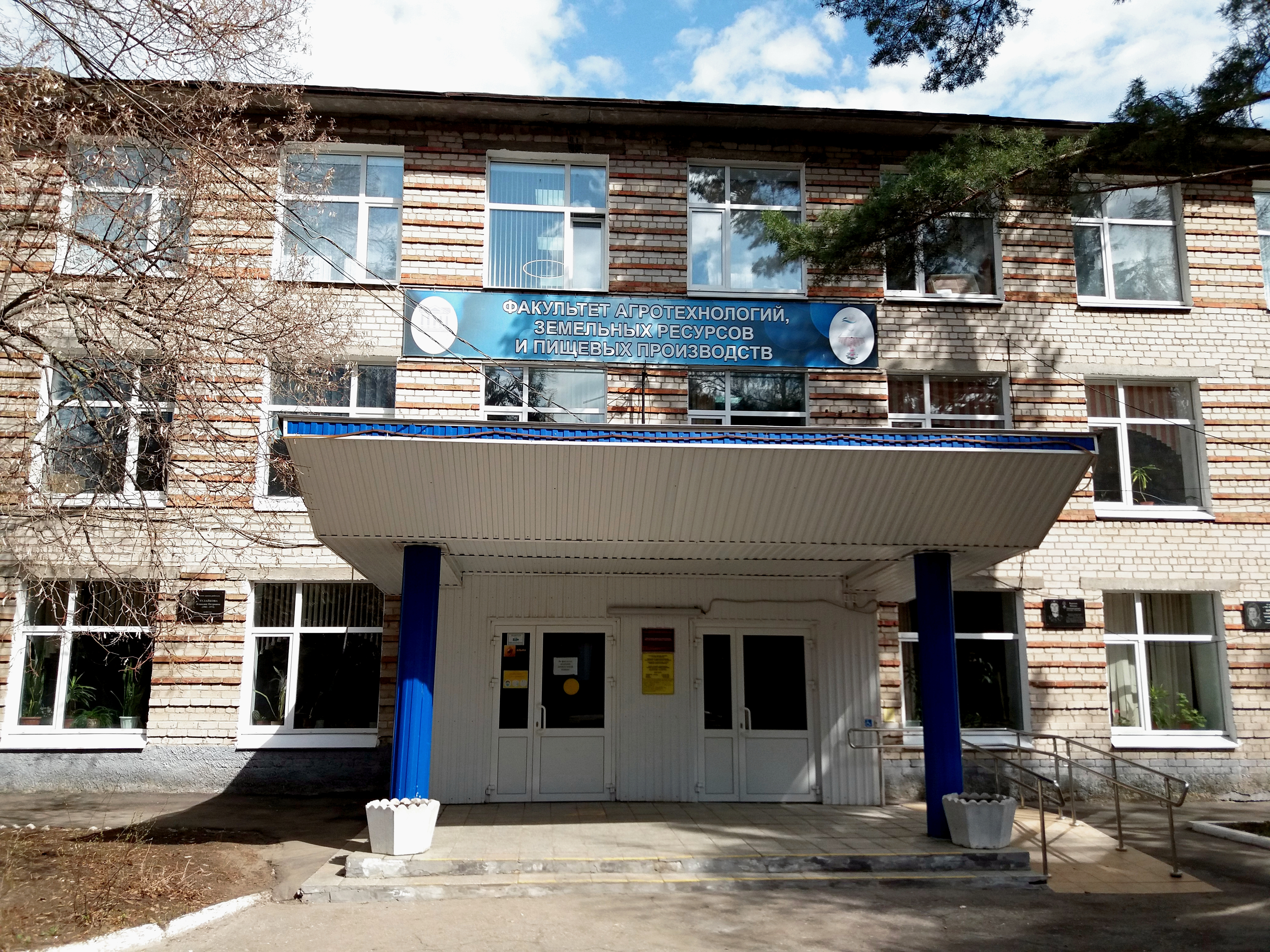
Здание факультет агротехнологий, земельных ресурсов и пищевых производств УлГАУ.
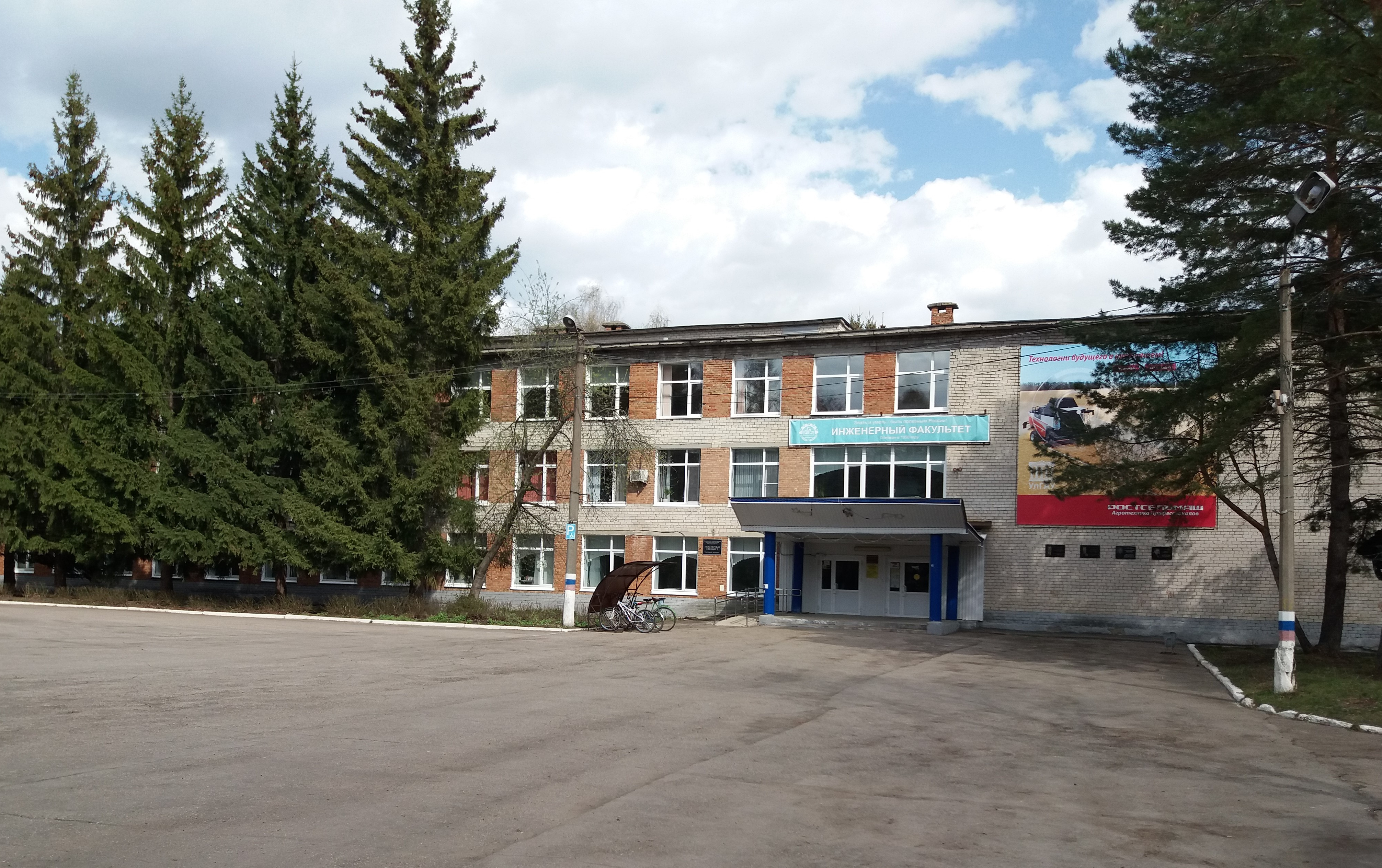
Здание инженерного факультета УлГАУ.
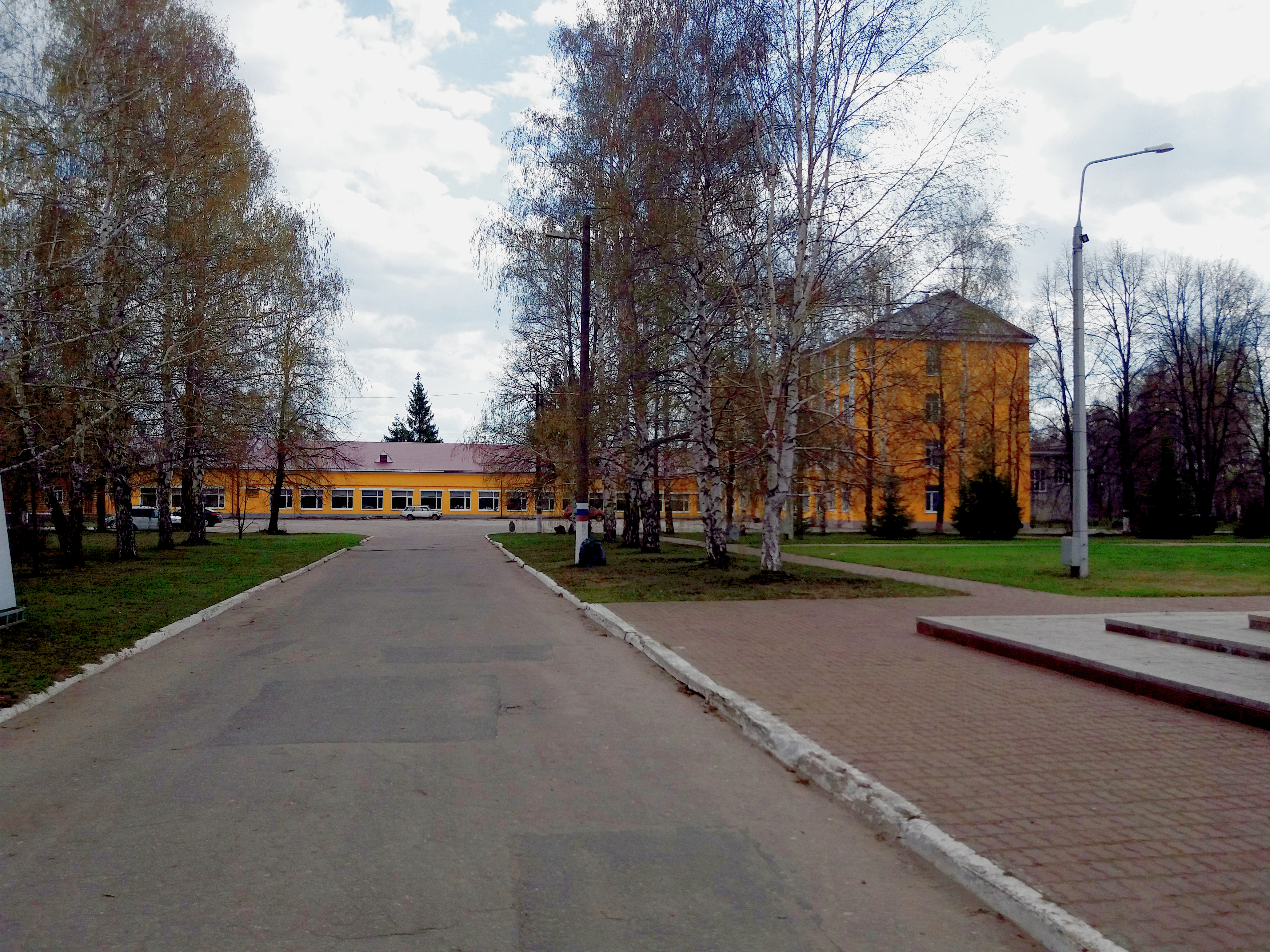
Здание УлГАУ (п. Октябрьский).
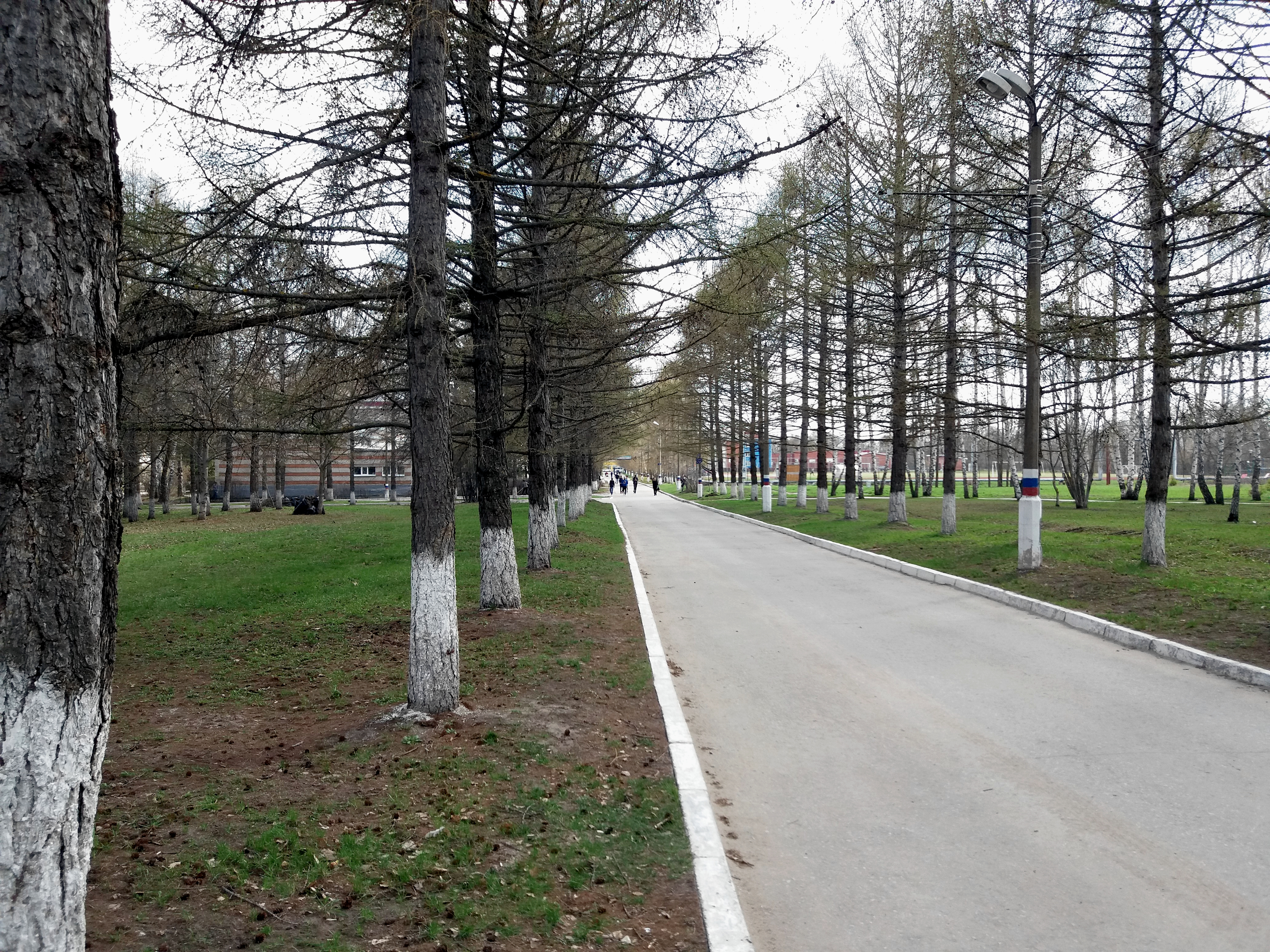
Улица Студенческая (п. Октябрьский).
Аллея Славы «Вечная Память» (п. Октябрьский).
Стела "УГСХА" (п. Октябрьский).